# Histoire de la création du roman « Les Frères Karamazov »

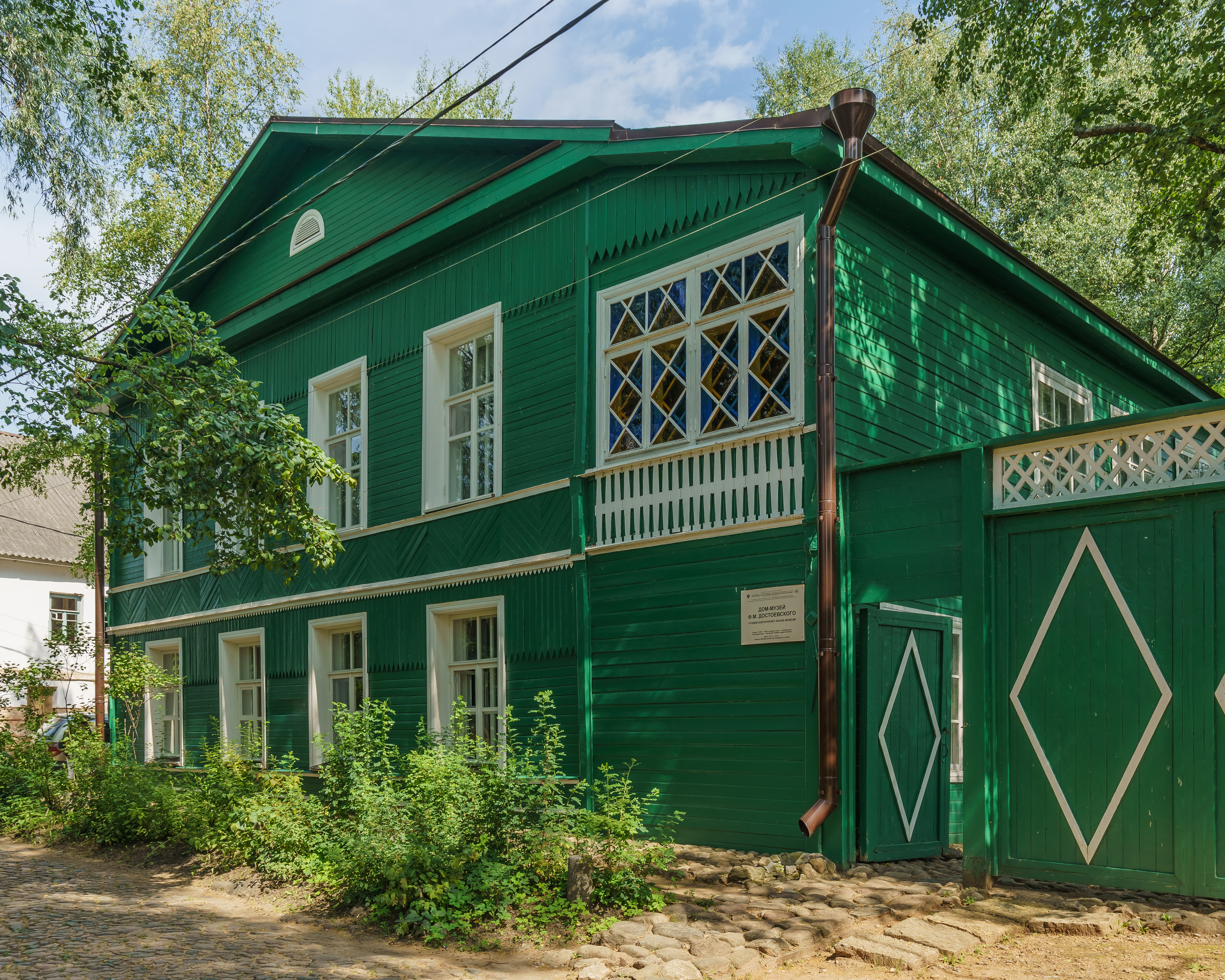
Façade de la maison de Dostoïevski à Staraia Roussa.

Le roman Les Frères Karamazov témoigne de la richesse de l'imagination de Fiodor Dostoïevski. Celle-ci est fécondée par de nombreuses idées, des images et des épisodes qui sont empruntés à des réalités apparues bien avant le début de l'écriture du roman. Les premières d'entre elles se retrouvent déjà dans l'œuvre de l'écrivain en 1846, alors que la première édition séparée du roman date de 1880. Dans les années 1850, Dostoïevski rencontre en prison Dmitri Ilinski, dont l'histoire personnelle est devenue la base de l'intrigue du roman. Dans les années 1850, plusieurs personnages sont d'une manière ou d'une autre des précurseurs des héros du roman de 1880 Les Frères Karamazov. À l'automne 1874, alors qu'il écrit L'Adolescent, il inscrit dans une de ses notes de travail le plan du roman Les Frères Karamazov. En octobre 1877, il écrit qu'il va entreprendre « une œuvre unique qui a été réalisée […] imperceptiblement et involontairement ».
La conception, l'idéologie, le dessein philosophique et religieux du roman sont marqués par l'influence des œuvres d'écrivains tels que Victor Hugo, Léon Tolstoï, de philosophes et penseurs religieux comme Vladimir Soloviev et Nikolaï Fiodorov. C'est au printemps 1878, que Dostoïevski commence à mettre en place ses idées et le plan du roman. Les premières ébauches du récit datent du mois d'avril. Le 2 décembre 1878, est annoncée la publication du roman dans le mensuel de janvier de la revue Le Messager russe. La structure du roman est divisée par l'auteur en différents livres, dont chacun constitue une histoire. Au fur et à mesure qu'il travaillait au roman Dostoïevski comprenait qu'il ne pourrait pas faire rentrer son plan initial dans le calendrier fixé pour la parution. C'est pourquoi certains livres sont ajoutés à ce plan initial pour lui permettre d'étaler son travail. Le volume de l'ouvrage a presque doublé par rapport au projet initial et, outre des livres, des chapitres ont été ajoutés. L'épilogue qui clôt le roman a été achevé le 8 novembre 1880.

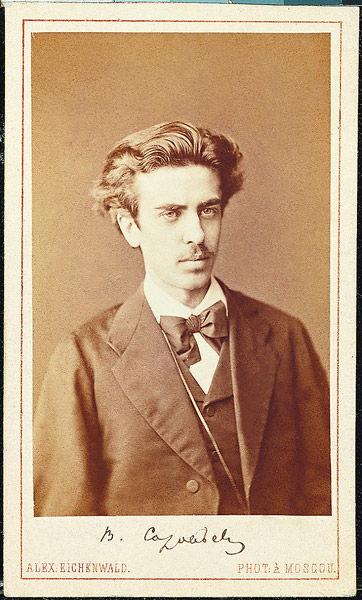
Vladimir Soloviev un des modèles du personnage d'Ivan Karamazov 1871.

## Contexte de la création
Les Frères Karamazov est le produit de longues réflexions de l'auteur sur les problèmes de la littérature et l'art. La plupart des idées, des images et des épisodes du roman sont déjà présents dans les œuvres antérieures de Dostoïevski.
Les idées resurgissent de son esprit au moment où il compose, mais elles existaient déjà dans l'imagination de l'écrivain.

### Premières œuvres
Le thème du dédoublement de personnalité apparaît pour la première fois en 1846 dans son récit Le Double, le deuxième roman de l'écrivain. Les désirs secrets qui surgissent du fond de l'âme du héros (Goliadkine) font naître dans son esprit l'image détestée de son double. En 1877 Dostoïevski écrivait : « mon récit n'est vraiment pas une réussite, pourtant mon idée était assez claire et vraiment, je n'ai jamais rencontré rien de semblable en littérature ». Dans le chapitre « Le diable. Cauchemar d'Ivan Fiodorovitch » du Livre onzième des « Frères Karamazov », Dostoïevski reprend l'idée du double et montre les puissantes possibilités artistiques qu'il représente.
En 1847, est publiée la nouvelle La Logeuse, qui contient quelques idées anticipant sur le récit et conte philosophique du Grand Inquisiteur, dans le chapitre V du livre cinquième des Frères Karamazov qui porte ce titre éponyme. L'héroïne principale, Catherine (Katerina Ivanovna Verkhovtseva), rappelle Grouchenka. Toutes les deux apparaissent comme des pécheresses à la croisée des chemins entre le passé et l'avenir. Mais seule Svetlova réussit à faire le bon choix vers une nouvelle vie. C'est à cette époque aussi que Dostoïevski reprend le thème des familles de fonctionnaires indigents, les images de fous autodestructeurs et d'adolescents des grandes villes.

### Le point de départ du roman: Dmitri Ilinski
Dans les années 1850, dans la prison du bagne d'Omsk, Dostoïevski fait la connaissance de Dmitri Ilinski, qui a été injustement reconnu coupable de parricide. Son histoire est présentée deux fois dans les Souvenirs de la maison des morts, avant de servir de modèle pour celle de Dmitri Karamazov. Dans les années 1860, après son séjour au bagne, Dostoïevski fait la connaissance du critique Apollon Grigoriev, dont la vie lui fournit des images pour composer le personnage de Dmitri Karamazov : la noce, la bohème, les passions orageuses pour les femmes, les pulsions romantiques en opposition avec son vécu. Ce sont des grands traits que l'on retrouve dans le caractère de Dmitri Karamazov.
Dans les œuvres de Dostoïevski des années 1850, apparaissent également des personnages qui d'une manière ou d'une autre ont été précurseurs des héros du roman Les frères Karamazov. Parmi les plus importants, on peut citer comme précurseur d'Aliocha Karamazov : Aliocha Valkovski du roman Humiliés et offensés et le prince Mychkine du roman L'Idiot ; Pour Fiodor Pavlovitch Karamazov : Eugraphe Yèjévikine et Foma Opiskine du récit Le Bourg de Stépantchikovo et sa population, et Lebedev du roman L'Idiot ; pour Ivan Karamazov : Hypolite Terentev également de L'Idiot ; pour Pavel Smerdiakov : le laquais Vidopliasov du récit Le Bourg de Stépantchikovo et sa population.
En 1862, dans sa préface du roman de Victor Hugo Notre-Dame de Paris, Dostoïevski exprime son souhait de « rivaliser avec Dante » et de créer un roman de type encyclopédique qui exprime pleinement les aspirations et les caractéristiques de son époque.
« […] accepter de critiquer notre siècle, parce qu'après les grands modèles des siècles passés il n'a pas introduit grand chose de nouveau en littérature et en art, c'est profondément injuste.  Étudiez toute la littérature européenne de notre siècle et vous retrouverez toujours les traces de la même idée. Et peut-être qu'à la fin du siècle elle sera incarnée clairement, entièrement et puissamment dans une œuvre d'art d'une telle grandeur, qu'elle exprimera les souhaits et les caractéristiques de son temps aussi complètement que l'a fait, par exemple, la « Divine Comédie » en exprimant les croyances et les idéaux du catholicisme du Moyen Âge. » (extrait de la préface de Dostoïevski pour le roman Notre-Dame de Paris de Victor Hugo)
Les romans Crime et châtiment et L'Idiot, qui ont suivi et qui retracent la reconstruction de personnages détruits peuvent être considérés comme une approche de la réalisation des souhaits de Dostoïevski. À l'époque où Léon Tolstoï termine son roman Guerre et paix, Dostoïevski formule son dessein de créer une épopée consacrée à la renaissance d'êtres détruits. En 1868, dans des lettres à son ami Apollon Maïkov, l'écrivain décrit un cycle de romans sur l'athéisme, dont le principal héros, traversant la Russie, abandonne la foi pour l'incrédulité, pour y revenir ensuite grâce à un idéal de « Christ russe ». En 1869, l'idée du cycle sur l'athéisme fait place à celui sur la « Vie d'un grand pécheur ». Ces cycles sont deux sujets de réflexions qui sont présents dans la problématique des Frères Karamazov,.
De 1870 à 1872, Dostoïevski travaille à son roman Les Démons, puis à L'Adolescent et au Journal d'un écrivain. À l'automne 1874, tout en travaillant à L'Adolescent, il décrit dans une de ses notes de travail le plan des Frères Karamazov : « Le 13 septembre 1874. Un drame. À Tobolsk, il y a vingt ans, une histoire dans le genre de celle d'Ilinski. Deux frères, un père âgé, la fiancée d'un des deux frères que l'autre frère aime secrètement. Mais elle aime le plus âgé. Celui-ci, un jeune enseigne, fait la noce et des bêtises, se dispute avec son père. Le père disparaît […] L'aîné est jugé et condamné au bagne […] Après 12 ans son frère vient le voir. Une scène durant laquelle silencieusement ils se comprennent […] Le jour anniversaire du plus jeune. Les hôtes sont rassemblés. Il sort. « C'est moi qui ai tué ». On pense que c'est un coup. Fin : l'autre revient. C'est une étape. Le plus jeune demande à l'aîné d'être le père de son enfant. « Il est sur le droit chemin ! ». » Cette remarque de l'écrivain, selon Gueorgui Friedländer, peut être considérée comme le point de départ du roman.

### Des notes à la création
Dans ses notes, en 1874, l'action qui va se dérouler est circonscrite autour de la psychologie du crime et de la renaissance éthique des deux frères, sans interaction avec la vie sociale de leur entourage. Les thème de la lutte et des changements de générations ne sont pas décrits dans ces notes. Le plan de l'histoire des frères correspond davantage à un drame psychologique qu'à un roman. Ce n'est qu'en 1878, que l'écrivain commence à travailler systématiquement sur sa conception d'un roman en deux ou trois tomes sur le vécu d'Alexeï Karamazov, le « grand pécheur » des projets précédents, et de ses frères. Quatre ans plus tard, c'est ce même plan qui servira de pivot narratif, autour duquel se formera progressivement le sujet du roman à partir des nombreuses réflexions de l'auteur durant les années 1874-1878.
Au début de la réalisation de son roman L'Adolescent, Dostoïevski pensait en faire une œuvre pour enfant. Plus tard la thématique du livre s'oriente du côté du père et des enfants. Mais de la conception initiale a subsisté le plan d'un récit comprenant trois frères : « l'un est athée. Désespéré. L'autre est un vrai fanatique. Le troisième représente la génération future, la force de vie, l'homme nouveau » et aussi une conception de la « nouvelle génération ». Dans « Les frères Karamazov » ces idées sont incarnées dans les personnages d'Ivan, de Dmitri et d'Alexeï Karamazov. Mais encore dans le petit Kolia Krasotkine et d'autres garçons. Dans ces mêmes notes préparatoires au roman est développé un des thèmes important du récit, celui du « Grand Inquisiteur ». Après avoir terminé son ouvrage L'Adolescent, Dostoïevski en parla comme d'un « roman sur les enfants russes actuels, et bien entendu, sur les pères actuels, et sur les relations existant actuellement entre eux ». C'est, en fait, son premier essai de développement de ces thèmes.

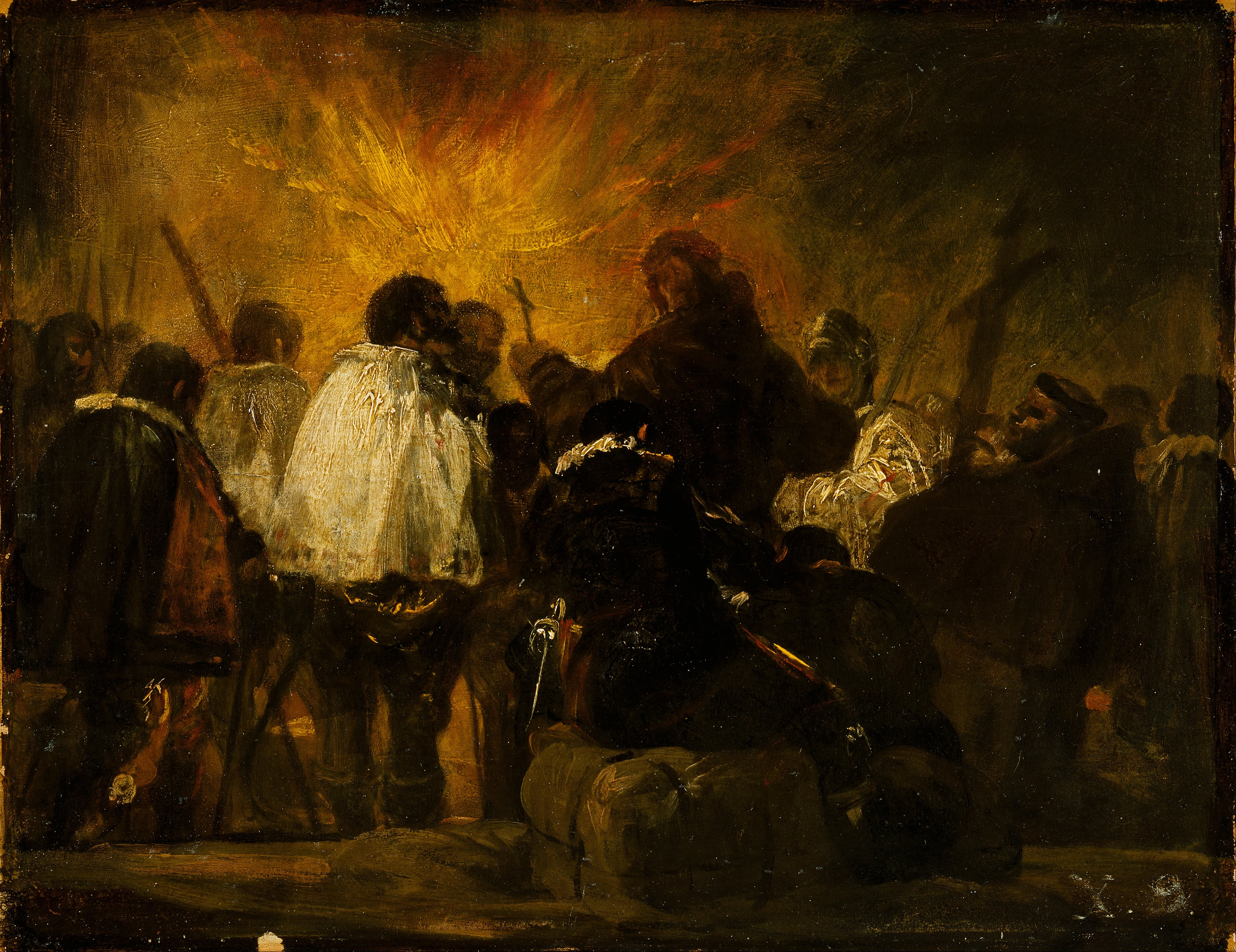
Francisco Goya - Scène nocturne de l'Inquisition

Certains aspects du thème des enfants, du thème du déclin de la noblesse, du déclin économique du pays, de l'appauvrissement dans les villages, celui de la justice dans les tribunaux, celui de l'Église russe et du catholicisme, celui de l'isolement dans le monde, celui de l'Europe occidentale et de la Russie dans leur passé qu'ils soient actuels ou passés, ont été analysés par Dostoïevski dans son Journal d'un écrivain, après les années 1876—1878. Selon l'opinion des chercheurs, cela a joué un rôle particulier dans l'histoire de la conception des idées des « Frères Karamazov ». Dans les documents préparatoires à la rédaction de son « Journal » on trouve déjà certains éléments et certains traits de caractère qui apparaîtront dans le roman . « […] me préparant à écrire un très grand roman […] j'ai pensé en somme, à me plonger spécialement dans l'étude, non de la vie à proprement parler, je suis dedans, mais des particularités actuelles qui la modifient. C'est une des tâches les plus importantes que je m'assigne […] La jeune génération et la famille russe actuelle sont loin d'encore ressembler, c'est mon sentiment, à ce qu'elles étaient il y a vingt ans […] » — écrit Dostoïevski en 1876, éprouvant la nécessité d'écrire son « Journal » pour préparer la réalisation de son futur roman.
En 1877, dans le numéro d'octobre du Journal d'un écrivain, Dostoïevski écrit qu'il compte interrompre la publication du journal pendant un an ou deux. Dans le numéro de décembre il explique que la revue ne paraîtra pas en 1878 : « Cette année de repos me libèrera des publications urgentes et j'accepterai que du travail de nature artistique, après avoir accepté ces deux années passées l'édition du « Journal », sans conviction et sans vraiment le vouloir ».

## Influence littéraire et philosophique

### Littérature

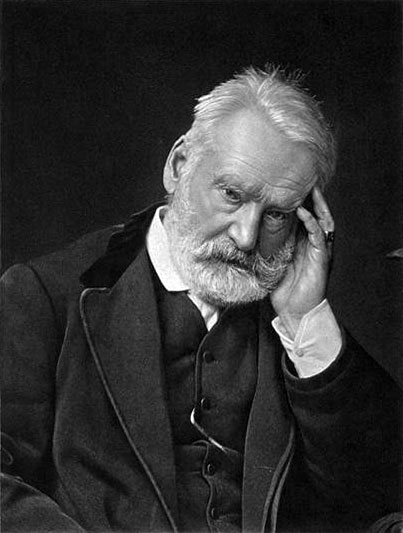
Victor Hugo.

Dostoïevski s'est toujours intéressé aux œuvres de Victor Hugo et admirait leur profondeur psychologique. Dans Les Misérables, Hugo appelle à la restauration de l'humanité injustement écrasée par le poids des circonstances historiques et par la stagnation en matière de préjugés sociaux. En 1862, dans la préface de la traduction du roman d'Hugo Notre-Dame de Paris, Dostoïevski appelle cette idée de l'écrivain français le fondement de base de la littérature et de l'art du XIXe siècle et affirme qu'elle recevra bientôt sa réalisation grâce à un travail significatif des artistes. Selon le critique littéraire Leonid Grossman, le roman-épopée des « Misérables » a eu un impact significatif sur les recherches et les œuvres de Dostoïevski qui ont suivi et a fait naître en lui le désir de créer un roman épique sur la vie sociale de son époque.

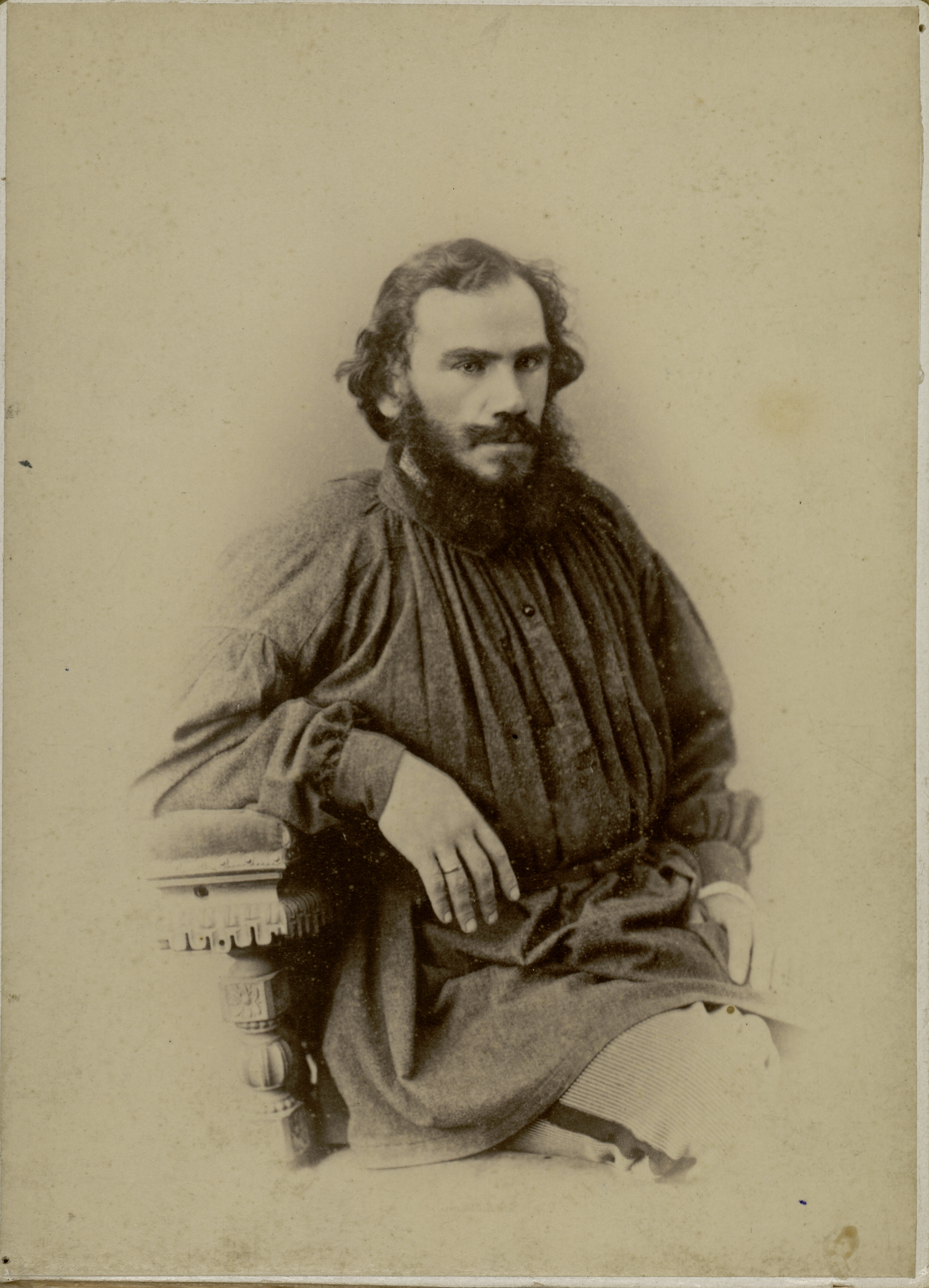
Léon Tolstoï en 1868.

Dostoïevski n'est pas du tout sur la même ligne que certains auteurs français, en particulier quant à la nécessité de l'instauration en 1793, en France, du régime de la Terreur. Comme Hugo, il admet la logique inexorable du développement des sociétés occidentales et concède que le socialisme scientifique sera utile. Mais il doute de la fermeté d'un système politique qui, à son sens, mène à la lutte pour l'existence et à des violences inévitables. Au lieu de cela, Dostoïevski prend en considération la loi de l'amour, qui conduirait la société au même but, mais sans troubles inutiles, sans effusion de sang ni despotisme immoral (bien que ces thèses s'énoncent au gré des personnages sans que l'auteur n'intervienne directement). Ces réflexions sur l'imperfection des sociétés humaines et sur la distorsion tragique entre la justice et la réalité se reflètent dans Les Frères Karamazov. Victor Hugo devint un des adversaires idéologiques, avec lequel Dostoïevski engagea un dialogue polémique lors de la création du roman. Ainsi, dans les brouillons (pas dans le texte publié) du chapitre La révolte (deuxième partie, livre V, chapitre IV), Ivan Karamazov utilise la mort de Louis XVII, pour renforcer ses arguments par un exemple repris à la Révolution française. Dans la version publiée, cette partie des brouillons n'apparaît pas, mais la controverse latente avec Hugo réapparaît dans la question d'Ivan sur la possibilité d'atteindre au bonheur pour tous, au prix de la mort d'un enfant. Alors que Hugo considère que la mort du jeune Louis XVII peut être justifiée pour permettre de faire atteindre le bonheur au peuple français. Celui ci élève néanmoins la symbolique de l'enfance comme projection en tant qu'elle est un symbole de promesse et de possibles (la scène quatre vingt treize du secours des enfants en témoigne, ainsi que la poursuite vitale de la bretonne pour sauver ses enfants,)
La parution du roman de Léon Tolstoï Guerre et Paix a contribué à une plus grande précision et à la concrétisation de la pensée de Dostoïevski à propos du roman-épique. Les critiques appelèrent ce roman « Guerre et Paix » le modèle « de la nouvelle solution nationale russe pour résoudre les problèmes de l'époque actuelle ». En 1868, Dostoïevski formule son idée d'opposer au roman de Tolstoï l'épopée de la renaissance d'un homme détruit.
À l'origine, Dostoïevski n'avait pas prévu d'inclure le neuvième chapitre (du Livre XI de la quatrième partie) : Le Diable. Le cauchemar d'Ivan Fiodorvitch. Il rappelle la tragédie Faust de Goethe. On trouve à plusieurs reprises des références au « Verbe ». Au début, selon le philologue Kiïko, l'auteur prévoit que le diable aborde des sujets théologiques et philosophiques plus larges relatifs aux premières lignes des évangiles que Faust aborde aussi : « Au commencement était le Verbe, et le Verbe était en Dieu, et le Verbe était Dieu… ». Les notes de Dostoïevski indiquent quelques analogies directes : « Satan et Mikhaïl », « Satan et Dieu », qui font écho à plusieurs scènes de la tragédie de Goethe.

### Philosophie
L'idéologie exposée dans le roman, les concepts religieux et philosophiques de celui-ci sont largement influencés par des philosophes et penseurs religieux tels que Vladimir Soloviev et Nikolaï Fiodorov, avec lesquels Dostoïevski avait des contacts personnels.

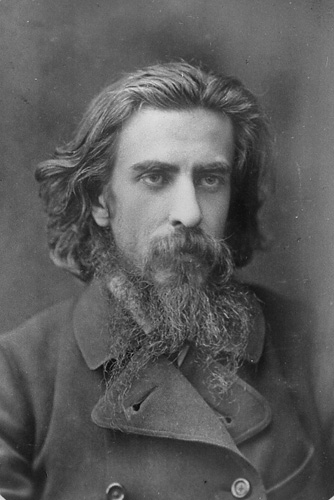
Vladimir Soloviev.

Le jeune philosophe Soloviev a attiré l'attention de l'écrivain par sa doctrine sur la transfiguration mystique du monde et le courage de ceux qui participent à ce projet. L'histoire de la philosophie a entrepris la mise en place d'un processus humain et divin à la fois, en dénonçant la civilisation occidentale et ses hommes impies, et en croyant à la mission historique de la Russie et à sa vocation religieuse. Dostoïevski partage les opinions de Soloviev qui les ont réunis dans l'amitié. Selon l'épouse de l'écrivain, Anna Dostoïevskaïa, leurs rapports rappellent ceux du starets Zosime et d'Alexeï Karamazov. Au début de l'année 1878, Soloviev donne une conférence à Péterbourg sur l'« l'Incarnation », que Dostoïevski vient écouter. Les idées de ce philosophe correspondent à ses propres idées. Exprimées clairement et avec précision elles viennent participer à la construction idéologique du roman. Selon Soloviev, « envisagées successivement et jusqu'à leur accomplissement les deux croyances — la foi en Dieu et la foi en l'homme —, n'en font plus qu'une qui est la foi dans l'Incarnation ». Anna Dostoïevskaïa remarque elle aussi que les traits de la personnalité de Soloviev sont transposés vers Ivan Karamazov.

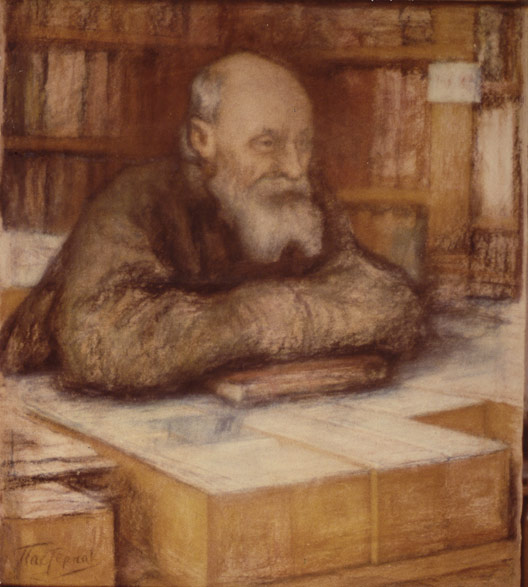
Nikolaï Fiodorov.

Après avoir lu l'ouvrage de Nikolaï Fiodorov Philosophie de la tâche commune, le 24 mars 1878, Dostoïevski écrit : « Je dirai qu'au fond, je suis entièrement d'accord avec ces idées. Je les lis comme si c'étaient les miennes ». S'adressant au philosophe même il poursuit : « J'ai lu votre manuscrit avec avidité et je suis ravi. […] Pour ma part, je ne puis que vous reconnaître que comme mon maître et mon père ». Dans ses écrits, Fiodorov appelle à l'unification de l'humanité, à la création d'une société sans classes, en se représentant la religion comme une vraie force cosmique, transfigurant le monde, et en se posant devant elle la question de la résurrection de tous les hommes. Le point culminant du processus humain et divin devant être, selon Fiodorov, l'établissement du royaume de Dieu. L'idée d'unité, d'esprit de famille et de fraternité de Dostoïevski ainsi que sa foi dans un sens religieux de l'histoire et dans la transfiguration du monde par l'amour coïncidaient avec les fondements de la philosophie de Fiodorov. En quittant le monastère, Alexeï Karamazov commence par créer la première fraternité humaine. Il croit également dans « la résurrection du monde réel, littéral, personnel » sur terre, idée qui coïncide avec celles de Fiodorov. Selon ce dernier, « pour le siècle présent, le mot père est celui qui est le plus détesté », et c'est ce que reflètent les relations de Fiodor Pavlovitch Karamazov avec ses fils.

## Le monastère d'Optina

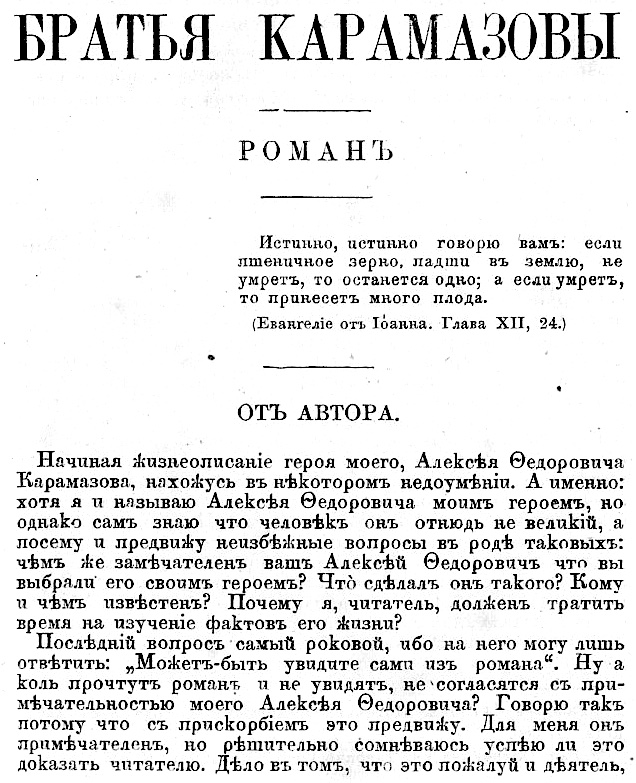
Début du roman. Première publication.

Le premier livre du roman est influencé fortement par la visite que fit Dostoïevski durant la seconde moitié du mois de juin 1878 au monastère d'Optina, où l'écrivain se rend, sérieusement ébranlé moralement par la mort de son fils de trois ans, le 16 mai 1878. Anna Grigorievna Dostoïevskaïa, son épouse écrit après ce décès de son fils : « Il a été fortement impressionné par cette mort. Il aimait beaucoup Lecha, d'un amour maladif, précisément du fait d'un pressentiment de cette disparition. […] À en juger par les apparences, Fiodor était calme et supportait courageusement les coups du sort, mais je craignais beaucoup qu'en gardant pour lui sa douleur profonde il ne se fasse du mal et nuise à sa santé déjà défaillante ». Elle parvient à convaincre le philosophe Vladimir Soloviev de l'exhorter à aller au Monastère d'Optina. L'écrivain avait prévu depuis longtemps de visiter ce lieu pour pouvoir le dépeindre dans un de ses romans. Il s'y rend à deux reprises et y rencontre le starets Ambroise, et revient ensuite chez lui « consolé et plein d'inspiration pour recommencer à écrire »,.
Soloviev prétendra plus tard que dans l'idée centrale du roman allait devenir un idéal social positif de l'Église. Mais, selon Kiïko, ce n'était que le point de vue de Soloviev lui-même, transposé dans les idéaux de l'écrivain. Convaincu que « le mensonge vient de toute part », et que seul le peuple est ferme et puissant, Dostoïevski observe la paralysie actuelle de la société et de l'église, et c'est pourquoi il tend à trouver la voie d'une renaissance spirituelle dans l'idéal utopique d'une union spirituelle et libre des hommes et des peuples.

## Avancement de la rédaction et de la publication
Au printemps 1878, avant de débuter l'écriture des « Frères Karamazov » Dostoïevski commence à rédiger Journal d'un écrivain à partir de ses notes et réfléchit au plan d'un prochain roman. Le 16 mars 1878, l'écrivain demande conseil à un professeur (Vladimir Mikhaïlov) : « J'ai réfléchi et bientôt j'entreprend un grand roman. Il y aura entre autres beaucoup d'enfants et de très jeunes de sept à quinze ans. Ils seront nombreux. Je les étudie comme j'ai fait toute ma vie, et je possède bien ce sujet que j'aime beaucoup. Mais les observations d'un homme tel que vous (je le comprends bien) seront précieuses. Pourriez-vous m'écrire à propos d'enfants que vous connaissez personnellement, des enfants de Saint-Pétersbourg qui vous ont appelé oncle et de ceux d'Elisabethgrad que vous connaissez ? Je pense à des habitudes, des réponses, des mots, des phrases, des expressions, la vie de famille, la foi, la méchanceté et l'innocence. Et encore sur la nature, sur leur instituteur, sur la langue latine qu'ils apprennent etc. En un mot, tout ce que savez d'eux »,,. Les mémoires de l'épouse de Dostoïevski confirment que dès le début de cette année 1878 il s'occupait de son prochain roman.
Les premiers écrits dans ses cahiers de brouillon des « Frères Karamazov », datent d'avril 1878. De ces premiers écrits on peut conclure que son plan n'est pas encore établi complètement, mais qu'il inclut déjà l'histoire modifiée du parricide présumé par le bagnard Dmitri Ilinski,. Le thème de l'enfance se dessine particulièrement dans cette première ébauche. L'auteur a visité des écoles et des orphelinats, il a lu des ouvrages pédagogiques. Kolia Krasotkine et les autres enfants apparaissent dans le dixième livre du roman.
Le 18 avril 1878, dans sa lettre « Aux étudiants de Moscou » Dostoïevski décrit le plan idéologique des « Frères Karamazov ». Quant à la question des pères et des enfants, l'écrivain prend le parti de ces derniers, estimant que la responsabilité pèse entièrement sur les pères qui « mentent dans tous les cas ». Dostoïevski pense qu'il y a deux chemins pour la jeune génération : le faux chemin vers l'européanisation et le vrai vers le peuple. Mais précise-t-il : « pour aller vers le peuple et rester avec lui il faut avant tout désapprendre à le mépriser. Puis il faut, en second, croire aussi en Dieu ». Ivan et Aliocha sont de la jeune génération qui a choisi l'européanisation, mais aussi le chemin vers le peuple.
Le travail de Dostoïevski sur son roman diffère, dès l'origine, de ses méthodes pour ses œuvre, antérieures. Il commence généralement par l'intrigue de l'ouvrage projeté, mais en changeant plusieurs fois de sujet, et même en modifiant les fondements mêmes du récit. Dans le cas des « Frères Karamazov » l'écrivain s'appuie dès le début sur l'histoire du bagnard Dmitri Illinski, ajoutant ensuite ses idées sur « La vie d'un grand pécheur »,. Aucun écart ne vient se produire par rapport à ce projet. Tout en travaillant sur son roman, l'écrivain attire plusieurs fois l'attention sur les divisions qui sont faites de telle manière que chacune forme un tout et renferme presque en elle-même sa conclusion.

## Sténographie

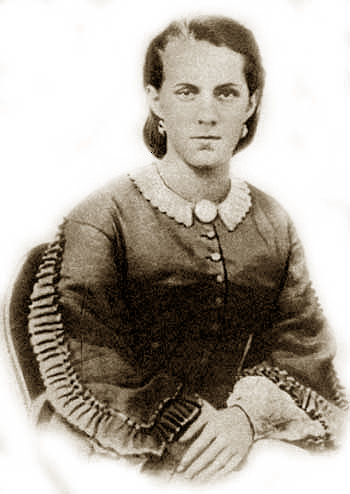
Anna Dostoïevskaïa — épouse de l'écrivain

Pour avancer plus rapidement dans l'écriture de son livre Dostoïevski le fait transcrire par son épouse Anna Grigorevna en sténographie, à partir de sa dictée, au fur et à mesure de sa composition.